# Klimaat van Suriname

Klimaatclassificatie van Köppen

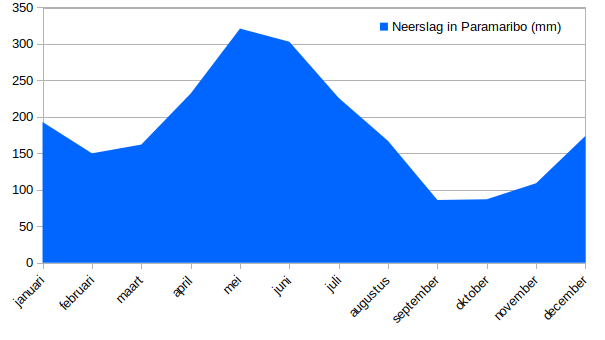
Neerslag in Paramaribo

Het klimaat van Suriname maakt deel uit van een tropisch klimaat. Volgens de klimaatclassificatie van Köppen is deze van noord naar zuid als volgt onder te verdelen: 
- Af: tropisch regenwoudklimaat
- Am: moessonklimaat
- Aw/As: tropisch savanneklimaat

De kustregio bevindt zich in een tropisch regenwoudklimaat, met een relatief hoge luchtvochtigheidsgraad van tussen de 75% en 80%. Het gehele jaar door is er een relatief constante passaatwind uit het noord- en zuidoosten. In Paramaribo is er gemiddeld 58% van de tijd zonneschijn, met tussen de 2.500 en 3.000 zonuren op jaarbasis. Tijdens onweersbuien kunnen zich windstoten voordoen van zeventig tot honderd kilometer per uur, die sibibusies worden genoemd. De naam (sibi = vegen; busie = bos) is ervan afgeleid dat ze in een ruk dorre bladeren en takken van bomen afvegen, waardoor ze als het ware het bos schoonvegen.

## Seizoenen
Suriname kent geen aanhoudende regens maar hevige regenbuien. Per jaar zijn er twee droge en twee regenperiodes. In de droge periodes is het niet de gehele tijd droog, maar zijn er meer droge dagen en minder buien. In september en oktober regent het het minst en in mei en juni het meest. De periodes verlopen niet tegelijkertijd in elk gebied en kennen ongeveer het volgende patroon:
| Droge en regenperiodes | Droge en regenperiodes |
| ---------------------- | ---------------------- |
| vanaf begin februari   | kleine droge periode   |
| vanaf medio april      | grote regenperiode     |
| vanaf medio augustus   | grote droge periode    |
| vanaf begin december   | kleine regenperiode    |
Het weer in Suriname wordt beïnvloed door de intertropische convergentiezone die zich verplaatst onder invloed van de stand van de zon. Eens in de twee tot zeven jaar beïnvloedt El Niño het klimaat met in Suriname droger weer dan normaal en La Niña met meer neerslag. Orkanen komen in Suriname niet voor, maar veroorzaken wel zware regenval in het land. Wel vinden er jaarlijks enkele wervelwinden plaats. In 2019 is nog niet vast te stellen of de wereldwijde klimaatverandering van invloed is in Suriname. Bij een stijging van de zeespiegel is de Jonge Kustvlakte kwetsbaar; Paramaribo ligt op nul tot drie meter boven zeeniveau.

## Klimaattabel
| Maand                          | jan  | feb  | mrt  | apr  | mei  | jun  | jul  | aug  | sep  | okt  | nov  | dec  | Jaar  |
| ------------------------------ | ---- | ---- | ---- | ---- | ---- | ---- | ---- | ---- | ---- | ---- | ---- | ---- | ----- |
| Hoogste maximum (°C)           | 33   | 34   | 35   | 37   | 37   | 36   | 37   | 37   | 36   | 37   | 36   | 36   | 37    |
| Gemiddeld maximum (°C)         | 29,6 | 29,8 | 30,0 | 30,4 | 30,0 | 30,1 | 30,7 | 31,8 | 32,7 | 32,8 | 31,8 | 30,3 | 30,8  |
| Gemiddelde temperatuur (°C)    | 26,0 | 26,0 | 26,2 | 26,7 | 26,5 | 26,5 | 26,7 | 27,4 | 27,8 | 27,9 | 27,3 | 26,4 | 26,8  |
| Gemiddeld minimum (°C)         | 22,4 | 22,2 | 22,5 | 23,0 | 23,0 | 22,9 | 22,8 | 23,0 | 23,0 | 23,0 | 22,9 | 22,5 | 22,8  |
| Laagste minimum (°C)           | 17   | 17   | 17   | 18   | 19   | 20   | 20   | 15   | 21   | 20   | 21   | 18   | 15    |
|                                |      |      |      |      |      |      |      |      |      |      |      |      |       |
| Neerslag (mm)                  | 209  | 135  | 121  | 173  | 275  | 312  | 214  | 165  | 105  | 103  | 117  | 174  | 2.103 |
| Bron: Weatherbase Climate-data |      |      |      |      |      |      |      |      |      |      |      |      |       |